# Nové Hrady (okres Ústí nad Orlicí)
Nové Hrady (německy Neuschloß) jsou obec v okrese Ústí nad Orlicí v Pardubickém kraji. V obci tvořené vesnicemi Nové Hrady, Mokrá Lhota a Rybníček žije 308 obyvatel.

## Název
Původní název vsi Boží Dům se vztahoval k místnímu kostelu. Po založení hradu se v roce 1493 poprvé objevil název Nový hrad, který se časem přenesl i na vesnici. Po nějakou dobu se užívaly oba názvy současně, protože jako Boží Dům se vesnice označovala ještě v roce 1563. V následujících letech převládl název podle hradu, který navíc přešel do pomnožného tvaru Nové Hrady. V historických pramenech se název vsi objevuje ve tvarech: Domo Dei (1293), in Bozi dom (1347), bozidom (1349), na Božiem domě (1492), Nový hrad (1495), na Novém hradě (1498), „postoupil zámku Noweho hradu“ (1559), Nowe hrady (1563), k Nowemu hradu (1563), Božij duom (1563), Nowy Hrady (1654), Neuschlosz (1789), Nowy hrady (1789), Dum Božy (1789), Neo Hradium (1789) a roku 1854 úředně Nové hrady.

## Historie
První písemná zmínka o vesnici pochází z roku 1293, kdy pozemky okolo vesnice vlastnil Slavibor z Božího Domu. Jeho přídomek naznačuje existenci panského sídla ve vsi, nejspíše dřevěného dvorce, který se nacházel nejspíše v místech kostela svatého Jakuba. Vesnice původně patřila litomyšlskému klášteru, který ji snad Slaviborovi věnoval za poskytnuté služby. V letech 1398–1421 vesnici vlastnil podlažický klášter, po jehož zániku se v jejím držení vystřídalo několik majitelů z řad drobné husitské šlechty.
V roce 1436 král Zikmund Lucemburský vesnici na šest let zastavil za 2 500 kop grošů Janu Pardusovi z Horky a Vratkova, který správou pověřil Petra Krtka. Ten v roce 1440 používal přídomek z Božího Domu, takže je pravděpodobné, že ve vsi sídlil. Další dějiny vesnice jsou spojené s majiteli novohradského hradu, který na začátku druhé poloviny patnáctého století založil Zdeněk Kostka z Postupic.
Do 31. prosince 2006 obec patřila do okresu Chrudim, ale po změně hranic okresů patří od 1. ledna 2007 do okresu Ústí nad Orlicí.

## Části obce
- Nové Hrady
- Mokrá Lhota
- Rybníček

K obci náleží i základní sídelní jednotky Roudná (osady Roudná a Dudychov) a Roudenské údolí.

## Pamětihodnosti
- Rokokový zámek Nové hrady z 18. století s rozsáhlým parkem
- Barokní kostel svatého Jakuba z roku 1724, s panskou kryptou na severu a hřbitovem (nepoužívaným od 19. století)
- zřícenina hradu Nové hrady
- Křížová cesta od kostela ke zřícenině hradu Nový Hrad
- Fara (čp. 48)
- Socha svatého Jana Nepomuckého naproti kostelu
- Památná lípa s obvodem kmene 410 centimetrů
- V zámeckém parku stojí malý kovový model kostry rohatého dinosaura triceratopse.[6]
- K jižnímu okraji vesnice zasahuje přírodní rezervace Maštale.
- V blízkosti vesnice stojí výletní hostinec Polánka v údolí Novohradky, jež tvoří osu přírodního parku Údolí Krounky a Novohradky.

## Galerie

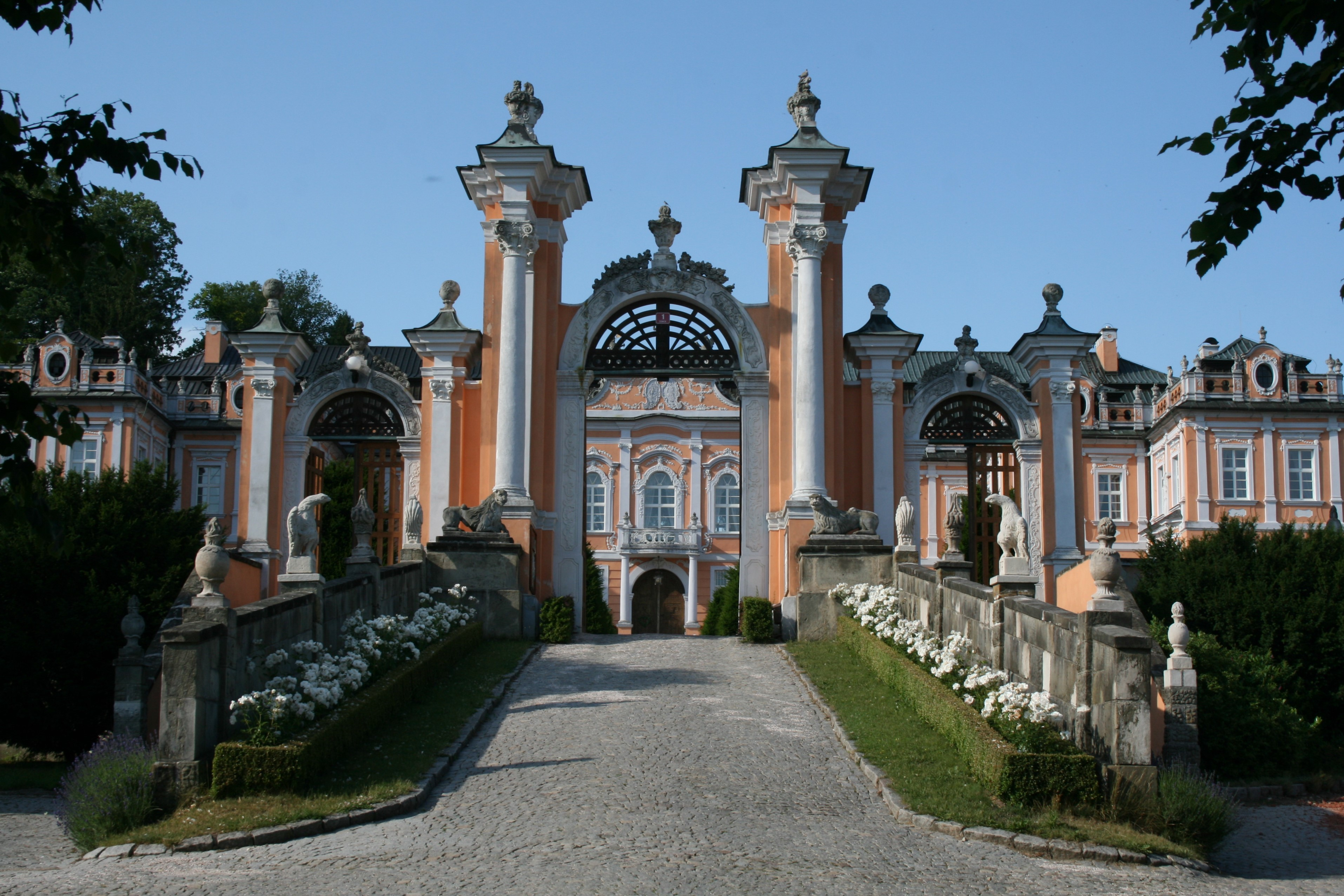
Zámek, vstupní brána
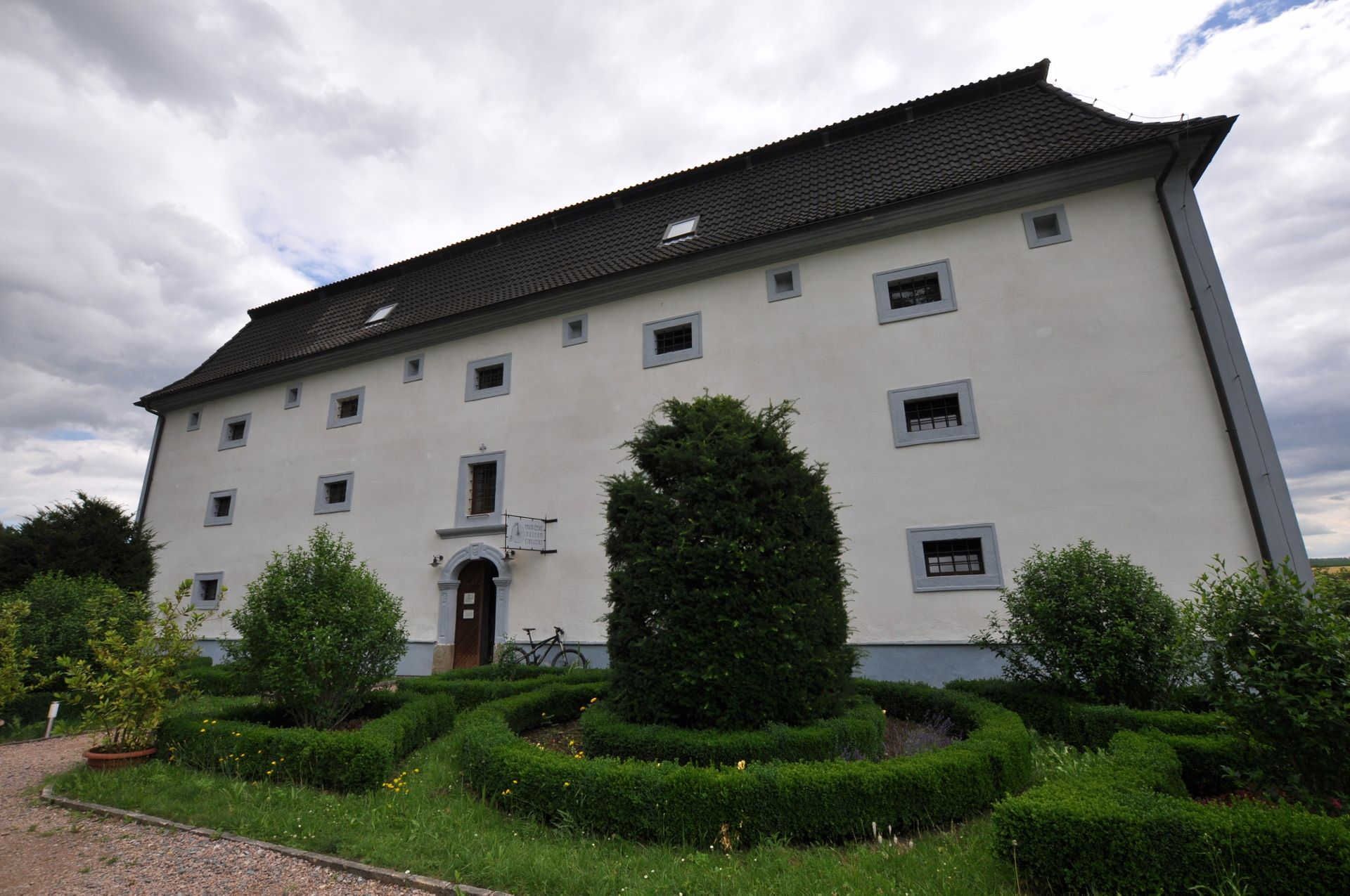
Bývalá zámecká sýpka, dnes muzeum cyklistiky
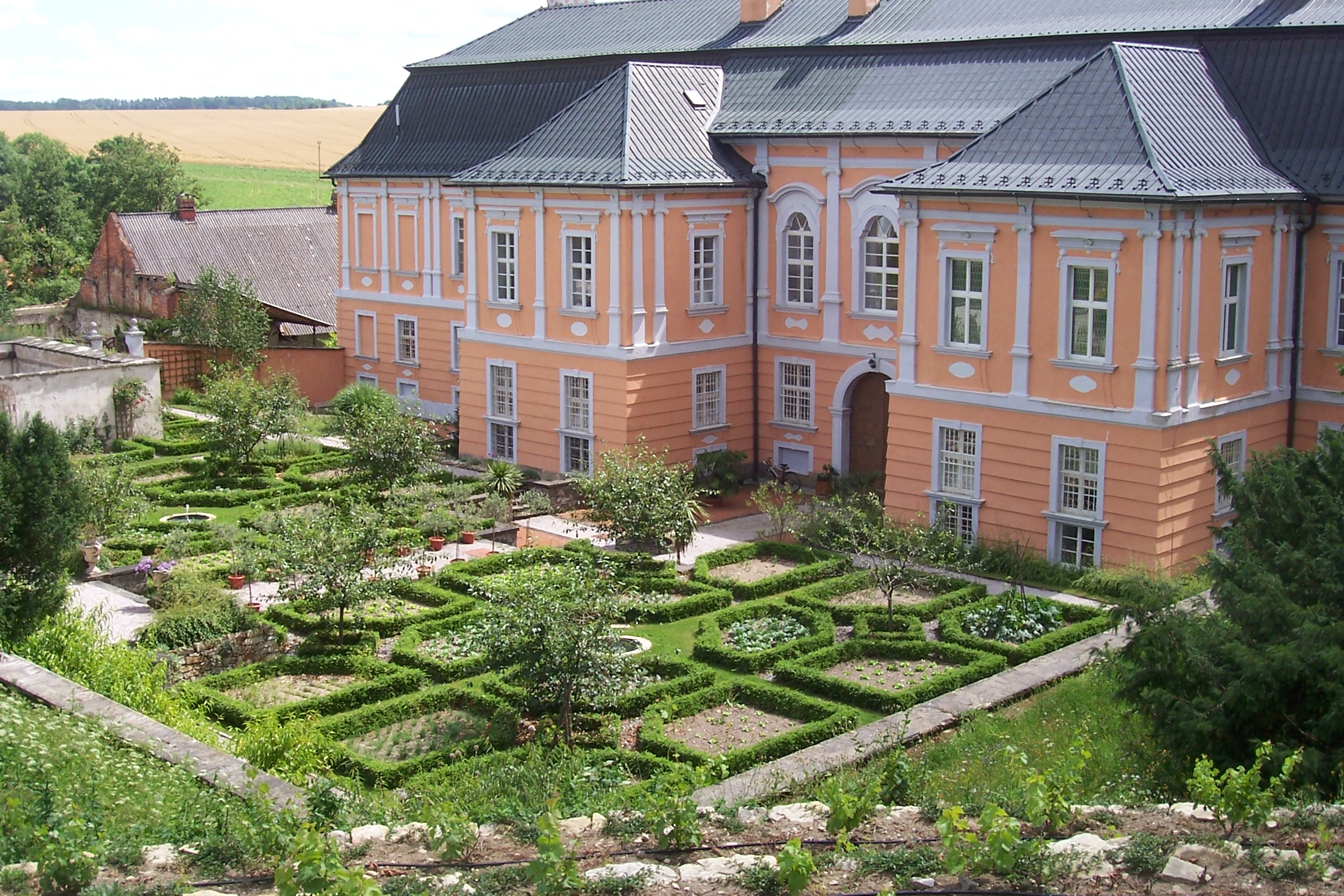
Zámek, okrasná zeleninová zahrada
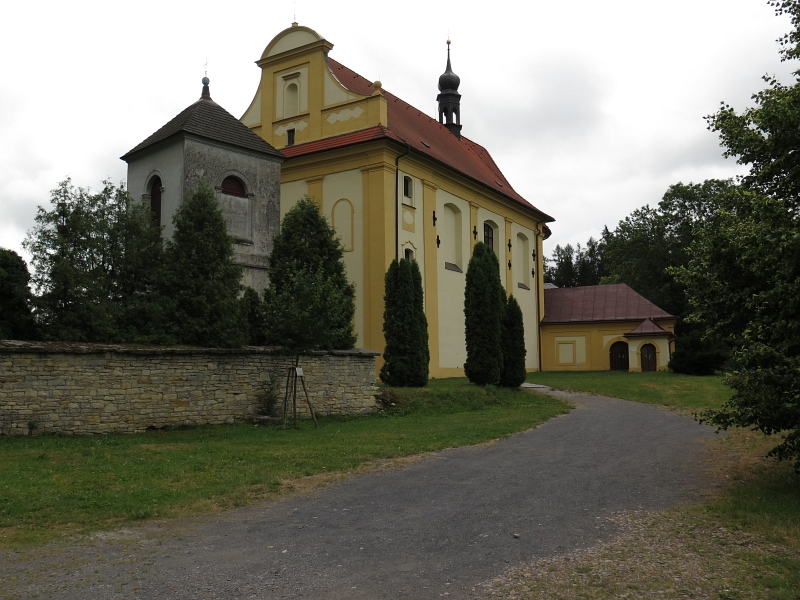
Kostel svatého Jakuba Většího
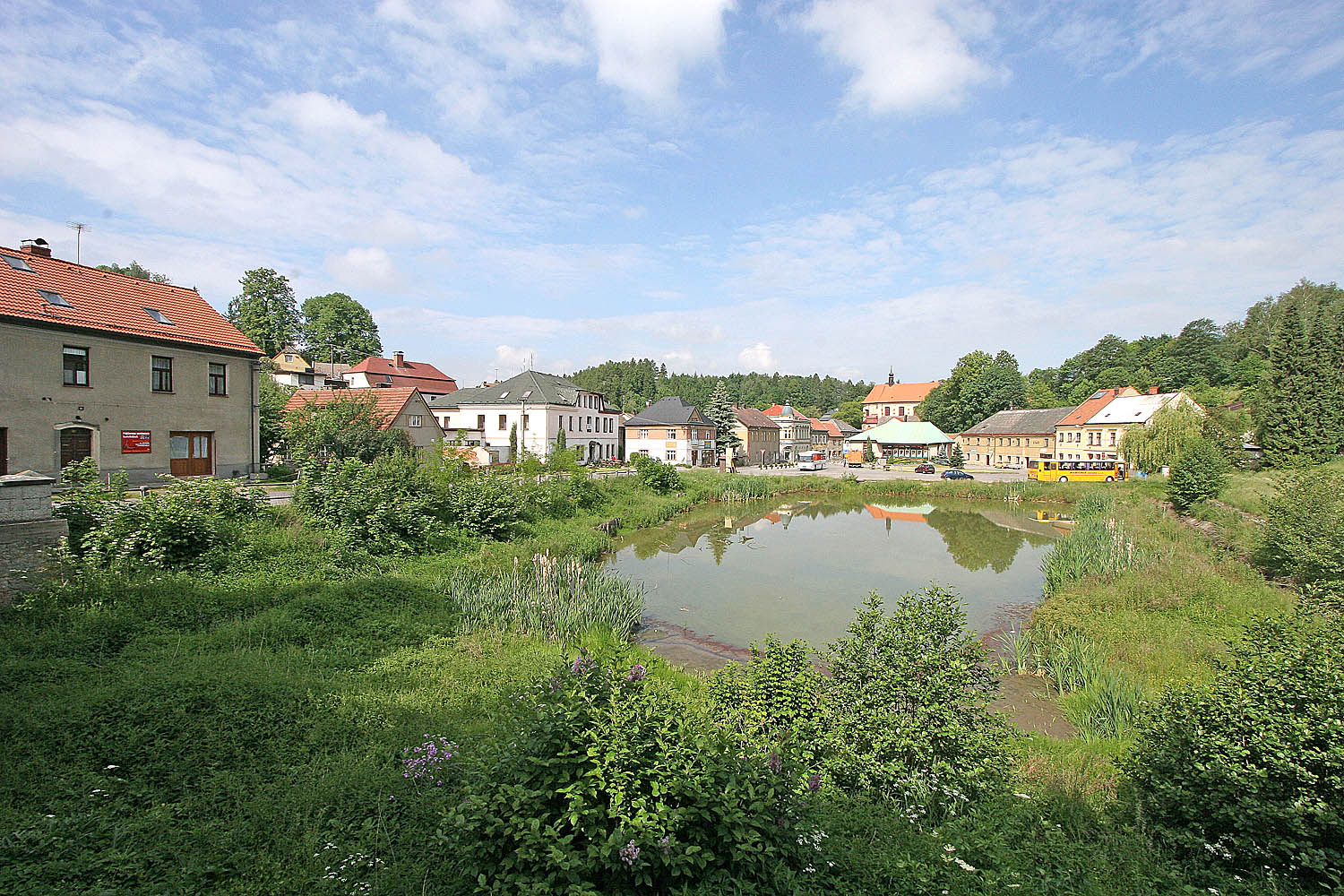
Pohled z mostu k zámku
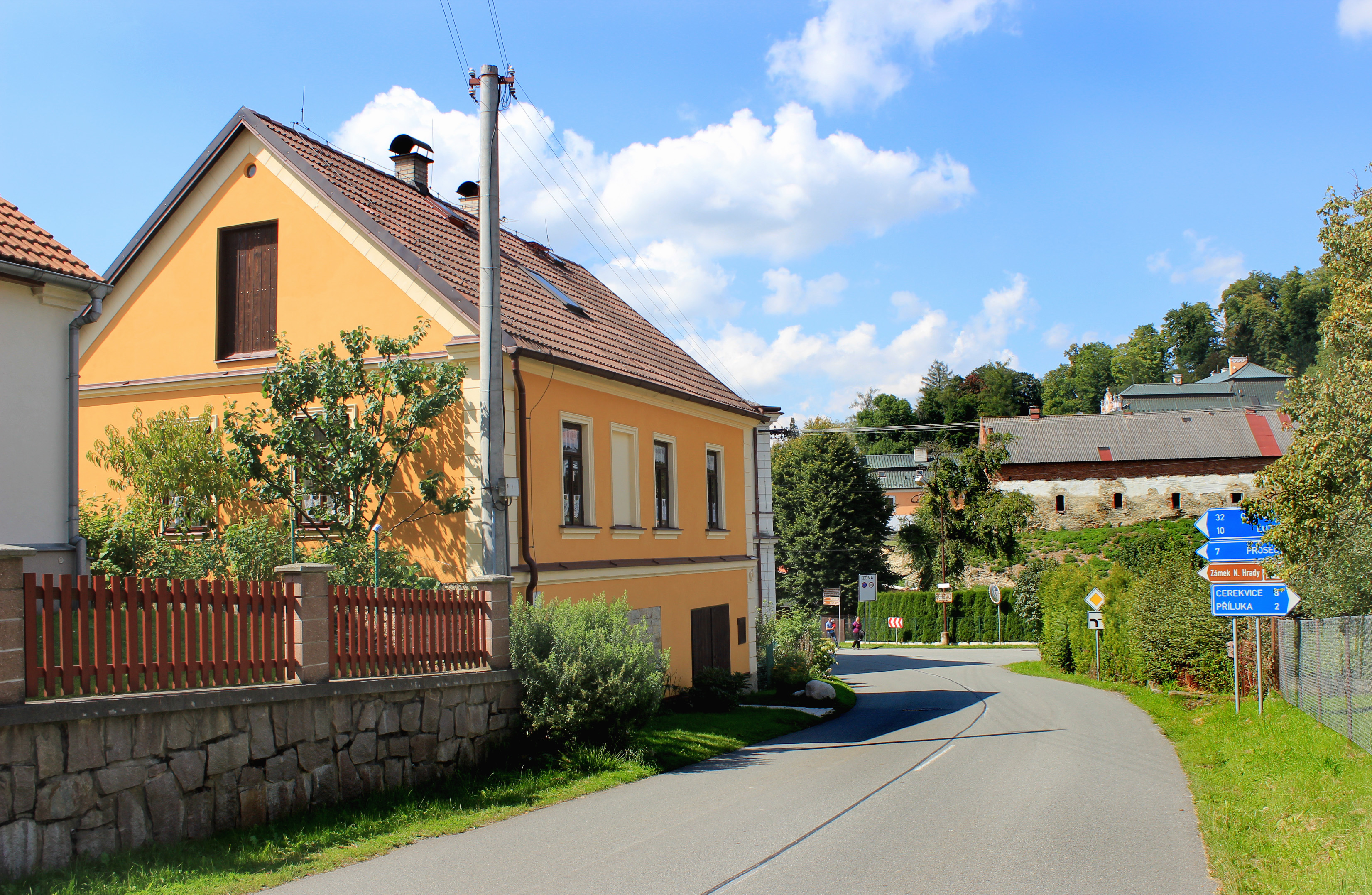
Silnice II/358